# Carthago Nova

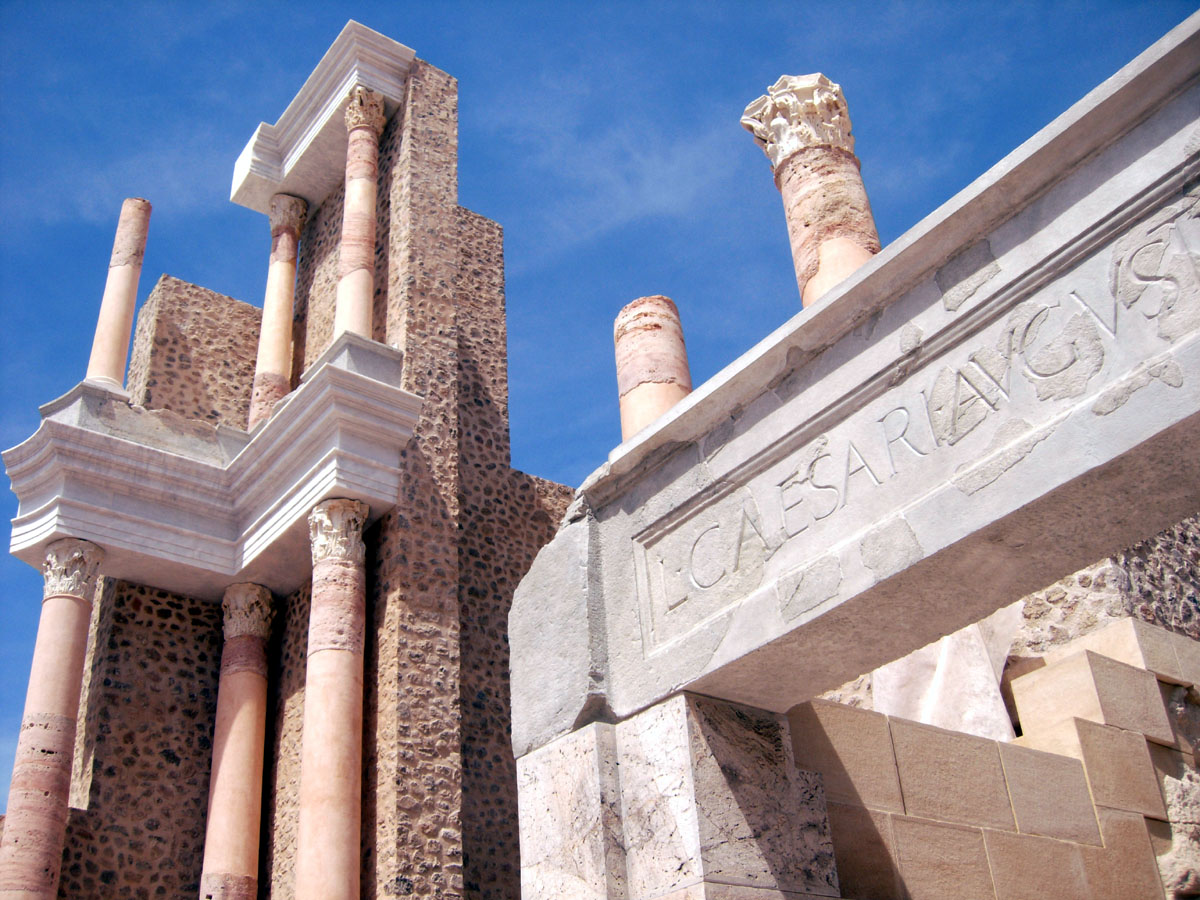
Théâtre romain de Carthago Nova datant du

Carthago Nova est le nom latin de la ville de Carthagène de la conquête romaine à la domination byzantine au VIe siècle, quand la cité change son nom pour celui de Carthago Spartaria (es).

## Historiographie
Diodore de Sicile, historien grec du Ier siècle av. J.-C., évoque dans son œuvre Bibliothèque historique, les travaux des esclaves dans les mines situées proches de la ville. Concernant l'exploitation et le commerce des produits miniers, les documents sont nombreux pour la période du Ier siècle.

## Histoire

### Origines
Carthago Nova est fondée vers 227 av. J.-C. sous le nom de Qart Hadasht par le général carthaginois Hasdrubal le Beau, le gendre du général Hamilcar Barca, père d'Hannibal Barca. Cartago Nova est la plus importante des villes de la péninsule, en raison d'une position naturelle forte et d'un mur bien construit, la ville est dotée de ports, de lagunes et possède des mines d'argent. À Cartago Nova et dans les villes voisines, le sel est abondant. Il s'agit du principal emporium pour les marchandises qui viennent de la mer destinées aux habitants de l'intérieur des terres, et pour les produits de l'intérieur destinés à l'étranger.
Cependant, il semble que la ville n'ait pas été fondée, mais construite sur une précédente colonie ibérique ou des Tartessos. Des preuves de commerce avec les Phéniciens sont attestés dès le VIIIe siècle av. J.-C. La ville est traditionnellement associée à Mastia mentionnée par le poète latin Avienus dans son ouvrage intitulé Ora maritima, tout en étant également citée dans le deuxième traité romano-carthaginois de 348 av. J.-C. sous le nom de Mastia Tarseion (Mastia des Tartessos).
Toute la côte actuelle de Carthagène et de Mazarrón est extrêmement convoitée dans l'Antiquité pour ses importants gisements de plomb, d'argent, de zinc et d'autres minerais. L'exploitation et la commercialisation des minerais des mines de Carthagène (es) et de Mazarrón sont documentées depuis l'époque phénicienne.
Après la première guerre punique, les Carthaginois perdent leur principale possession en Mer Méditerranée : l'île de Sicile. Le seul général carthaginois invaincu lors de ce long conflit avec les Romains, Hamilcar Barca, se rend dans la péninsule ibérique avec l'intention de créer un domaine personnel des Barcides - dont il est le chef - séparé, dans une certaine mesure, du contrôle du Sénat de Carthage. Il fait de Qart Hadasht le centre de ses opérations militaires, ce qui lui permet de contrôler les richesses minières du sud-est de la péninsule. Après la mort d'Hamilcar pendant une bataille avec des tribus ibères, son fils Hannibal prend sa place, avec l'intention de préparer une armée assez puissante pour affronter les Romains. Qart Hadasht est ainsi la principale ville des Carthaginois en Ibérie. Hannibal quitte la ville, avec des éléphants, dans sa fameuse expédition en Italie qui va le conduire à franchir les Alpes, au début de la seconde guerre punique en 218 av. J.-C..

### Conquête romaine et période républicaine

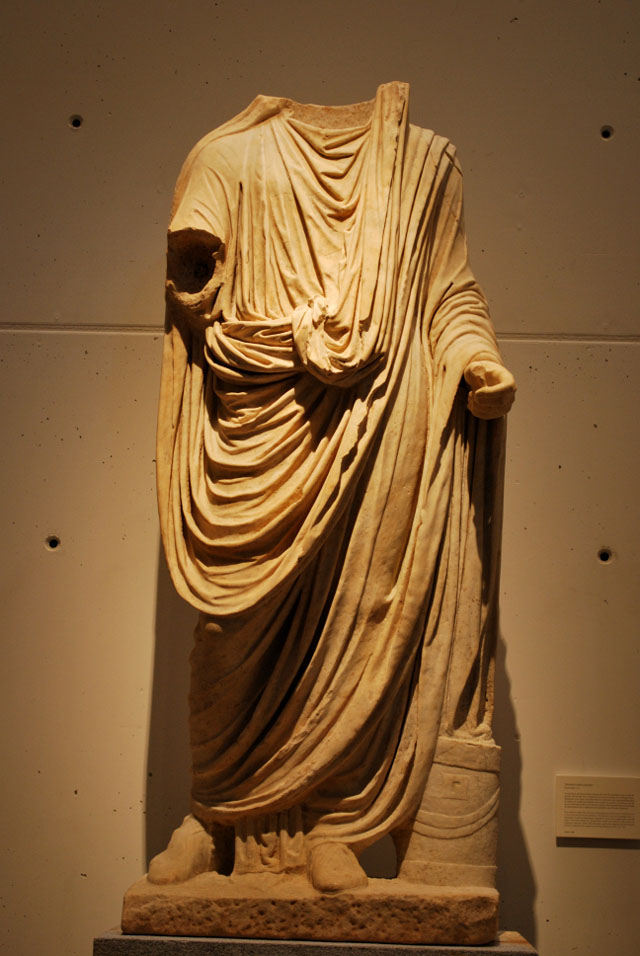
Auguste en toge, conservé au musée du théâtre romain.

Le premier intérêt de Rome en Hispanie est de profiter des richesses minières, parmi lesquelles particulièrement les gisements de minerais des mines de Carthagène (es) et de Mazarrón, aux mains de Carthage.
Le général romain Scipion l'Africain prend Qart Hadasht en 209 av. J.-C., en la renommant sous le nom de Carthage Nova en qualité de civitas stipendaria (communauté tributaire). La ville obtient le statut de cité de droit latin sous Jules César, puis de colonie de droit romain en 44 av. J.-C. sous le nom de Colonia Vrbs Iulia Nova Carthago,. La colonie, située dans la province d'Hispanie citérieure, est l'une des villes romaines les plus importantes d'Hispanie.
À la fin de la période républicaine jusqu'au principat d'Auguste, les Romains continuent l'exploitation des mines de la ville,.

### Haut-Empire romain

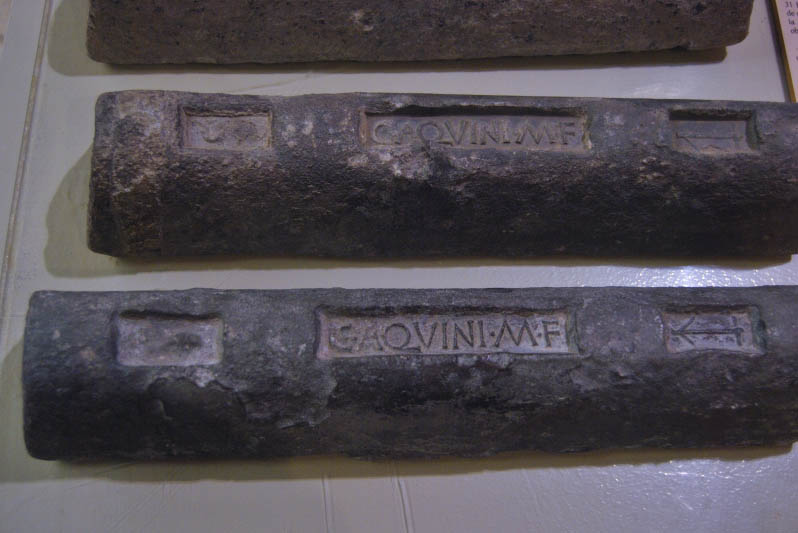
Lingots de plomb provenant des mines de Carthago Nova.

La splendeur romaine de la ville de Carthago Nova est basée sur l'exploitation des mines d'argent et de plomb dans les régions orientales de la Sierra minera de Cartagena-La Unión (es). Dans les environs de Carthagène et de Mazarrón, le minerai est extrait depuis l'époque phénicienne, et Rome continue à exploiter les mines, extrayant le minerai en grande quantité en y faisant travailler environ 40 000 esclaves.
L'empereur Auguste décide en 27 av. J.-C. de réorganiser l'Hispanie en incluant la ville dans la nouvelle province impériale d'Hispania Tarraconensis.
Dès l'époque républicaine, un amphithéâtre romain est présent dans la ville. Cependant, sous le règne d'Auguste, la ville bénéficie d'un ambitieux programme d'urbanisation et de monumentalisation, qui comprend, différentes interventions urbaines, ainsi que la construction d'un impressionnant théâtre romain et d'un forum de grandes dimensions.
Pendant les règnes des empereurs Tibère et Claude, la Tarraconaise est divisée en sept conventus juridici, l'un d'eux étant le Conventus Iuridicus Carthaginensis dont la capitale est Carthago Nova. Une voie romaine relie la capitale provinciale Tarraco et la capitale du Conventus Iuridicus Carthaginensis à savoir Carthago Nova.
À partir du IIe siècle, comme pour d'autres villes d'Hispanie, un lent déclin économique et démographique de la ville entraîne l'abandon de tout le secteur oriental de la ville, y compris le forum construit à l'époque d'Auguste, laissant la ville réduite au secteur qui va du mont de la Concepción (es) à El Molinete. L'une des causes du déclin de la ville semble se trouver dans l'épuisement de l'exploitation minière.

### Bas-Empire romain
Ce déclin ralentit à partir de 298 quand l'empereur Dioclétien divise la province de Tarraconaise en trois provinces et constitue la province romaine de Carthaginoise, établissant la capitale provinciale dans la ville de Carthago Nova.
Une grande partie du secteur est de la ville est réaménagée avec des matériaux provenant des bâtiments construits sous le règne d'Auguste, à l'image du marché monumental construit sur les vestiges du théâtre romain en profitant des matériaux de celui-ci ou des Thermes de la calle Honda (es).
L'activité commerciale de la ville est réorientée vers la fabrication du garum, une sauce fermentée à base de pâte de poisson, dont de nombreux vestiges de fermes ont été retrouvés sur tout le littoral. Un exemple du changement d'activité économique passant de l'exploitation minière à la fabrication de garum est visible dans la villa romaine de Paturro (es).
Vers 425, la ville est dévastée et pillée par les Vandales avant leur passage en Afrique romaine.
La ville semble se remettre de l'attaque des Vandales, car en 461, l'empereur Majorien rassemble dans la ville une flotte de 45 navires avec l'intention d'envahir et de récupérer le royaume vandale en Afrique du Nord pour l'Empire romain. La bataille de Carthagène est une défaite majeure pour la marine romaine qui est totalement détruite.

### Antiquité tardive
Après son pillage par les Vandales vers 439, et après la chute de l'Empire romain d'Occident en 476, la ville passe sous pouvoir wisigoth, tout en maintenant une population fortement romanisée. Dans le cadre des guerres civiles wisigothiques, au milieu du VIe siècle, une faction demande de l'aide à l'empereur byzantin Justinien Ier qui, après une courte campagne, conquiert une importante bande du sud de l'Espagne et fait de la ville la capitale de la province sous le nom de Carthago Spartaria (es), et le diocèse de Carthagène devient un siège métropolitain.

## Archéologie

### Vestiges archéologiques de Carthago Nova
- Amphithéâtre romain : édifice datant de l'époque républicaine et est situé sous les arènes actuelles. Une partie des structures peut être vue très partiellement. En 2009, il est fouillé et devient un musée ;
- Musée du Forum romain où se trouvent le decumanus, les Thermes romains, la curie, le sanctuaire d'Isis,...
- Augusteum et le forum romain : édifice romain où siègent les prêtres dédiés au culte de l'Empereur romain au Ier siècle ;
- Carrières romaines de Carthagène ;
- Torre Ciega, cénotaphe du Ier siècle av. J.-C. ;
- Théâtre romain de Carthago Nova : découvert dans les années 1980, il s'agit d'un des plus grands de l'Hispanie romaine;
- Casa de la Fortuna (domus du Ier siècle av. J.-C.);
- Muraille punique : dernier reste de la muraille construite par les Carthaginois, unique en Europe. Elle se situe au Centre d'Interprétation de la Muraille Punique.

## Société
Les inscriptions impériales du Haut-Empire révèlent que dans le secteur de Carthago Nova, le cognatio renvoie à la famille élargie même après l'obtention de la citoyenneté romaine.
Sous les Julio-Claudiens, les artisans travaillent ne terminent que les finitions de grandes œuvres préparées à Rome que ce soit pour des monuments ou des portraits d'empereur. Progressivement sous le Haut-Empire, les artisans de la ville vont créer leurs propres œuvres et décorations.

#### Fonds ancien
- Strabon, Géographie (lire sur Wikisource). .